# Chip ’n Dale Rescue Rangers 2
Chip ’n Dale Rescue Rangers 2 (jap. チップとデールの大作戦2 Chippu to Dēru no Daisakusen 2, dosł. „Chip ’n Dale’s Mission 2”) – komputerowa gra platformowa wyprodukowana i wydana przez firmę Capcom w grudniu 1993 roku na konsolę NES. Jest to sequel gry Chip ’n Dale Rescue Rangers oraz adaptacja serialu animowanego Chip i Dale: Brygada RR.

## Fabuła
Akcja gry rozpoczyna się krótkim filmikiem, w którym Brygada RR (Ryzykownego Ratunku) ogląda najnowsze wiadomości, a w niej dowiadujemy się, że w miejskiej restauracji została podłożona bomba. Brygada wyrusza w drogę, ale nie wiedzą, że kot Spaślak uciekł z więzienia wczorajszej nocy i planuje ukraść Urnę Faraona, która jest na statku.
Brygada RR przybywa do portu. Po przeszukiwaniu całego statku nic nie znaleziono, jedynie Bzyczek zauważył Spaślaka, który biegnie w kierunku magazynu. Chip i Dale podążają za nim, ale zostają zamknięci w chłodni. Wiewiórki muszą się pośpieszyć, zanim Spaślak otworzy Urnę Faraona i uwolni złe dusze.
Po złapaniu złych dusz, zamykają Urnę Faraona i wysyłają ją z powrotem na miejsce, jednakże, Spaślak rzuca wyzwanie Brygadzie RR. Mają udać się do wesołego miasteczka, gdzie czekają na nich atrakcje jak Wieża Zegarowa, Świat Westernu czy Nowy Świat. Chip i Dale odblokowują wejście do pokoju. Tam zastają Spaślaka, który atakuje swoim gigantycznym robotem podobnym do niego. Po pokonaniu robota, Chip i Dale postanawiają znaleźć Spaślaka, który ucieka z miejsca zdarzenia. Brygada RR po raz kolejny postanawiają dać Spaślakowi solidną nauczkę.